# Nakhon Ratchasima Zoo
Koordinaten: 14° 51′ 3,3″ N, 102° 5′ 9,4″ O
Der Nakhon Ratchasima Zoo (Thai: สวนสัตว์นครราชสีมา), zuweilen auch Korat Zoo genannt, ist ein Zoo, der sich rund 20 Kilometer südlich des Zentrums von Thailands drittgrößter Stadt Nakhon Ratchasima befindet. Der Zoo ist Mitglied bei der World Association of Zoos and Aquariums (WAZA).

## Geschichte
Der Nakhon Ratchasima Zoo wurde 1989 eröffnet. Im Mittelpunkt der Strategie des Zoos steht die Wildtierforschung auf nationaler und internationaler Ebene. Der Zoo soll einerseits der Erforschung der Lebensbedingungen gefährdeter Tierarten dienen, andererseits die Besucher über das spezielle Verhalten von Tieren aufklären sowie auch ein Ort der Entspannung sein. Die Zooverwaltung weist besonders darauf hin, dass die in Afrika beheimaten Big Five, d. h. Afrikanischer Elefant, Breitmaulnashorn, Kaffernbüffel, Löwe und Leopard im Zoo zu sehen sind.

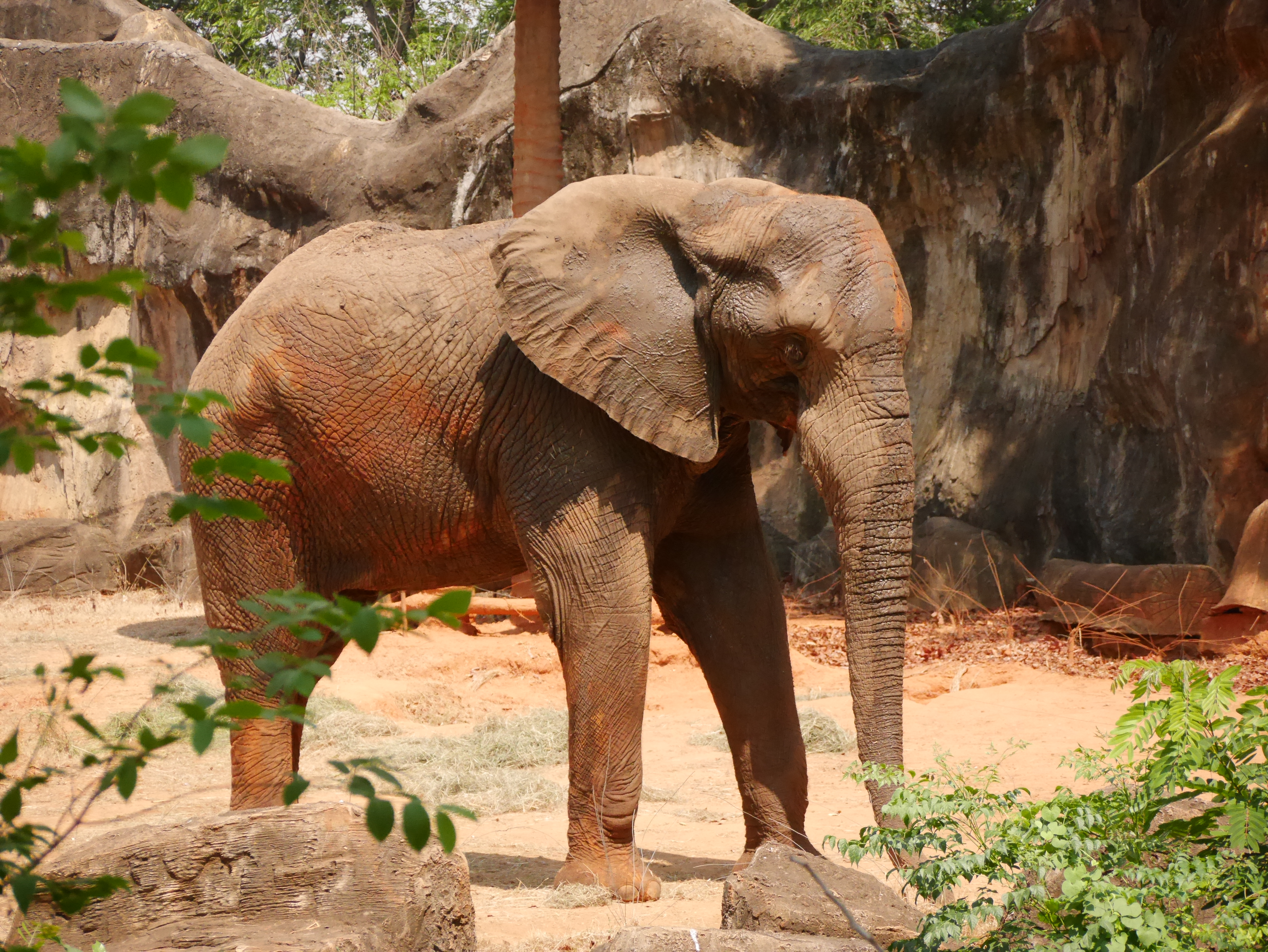
Afrikanischer Elefant
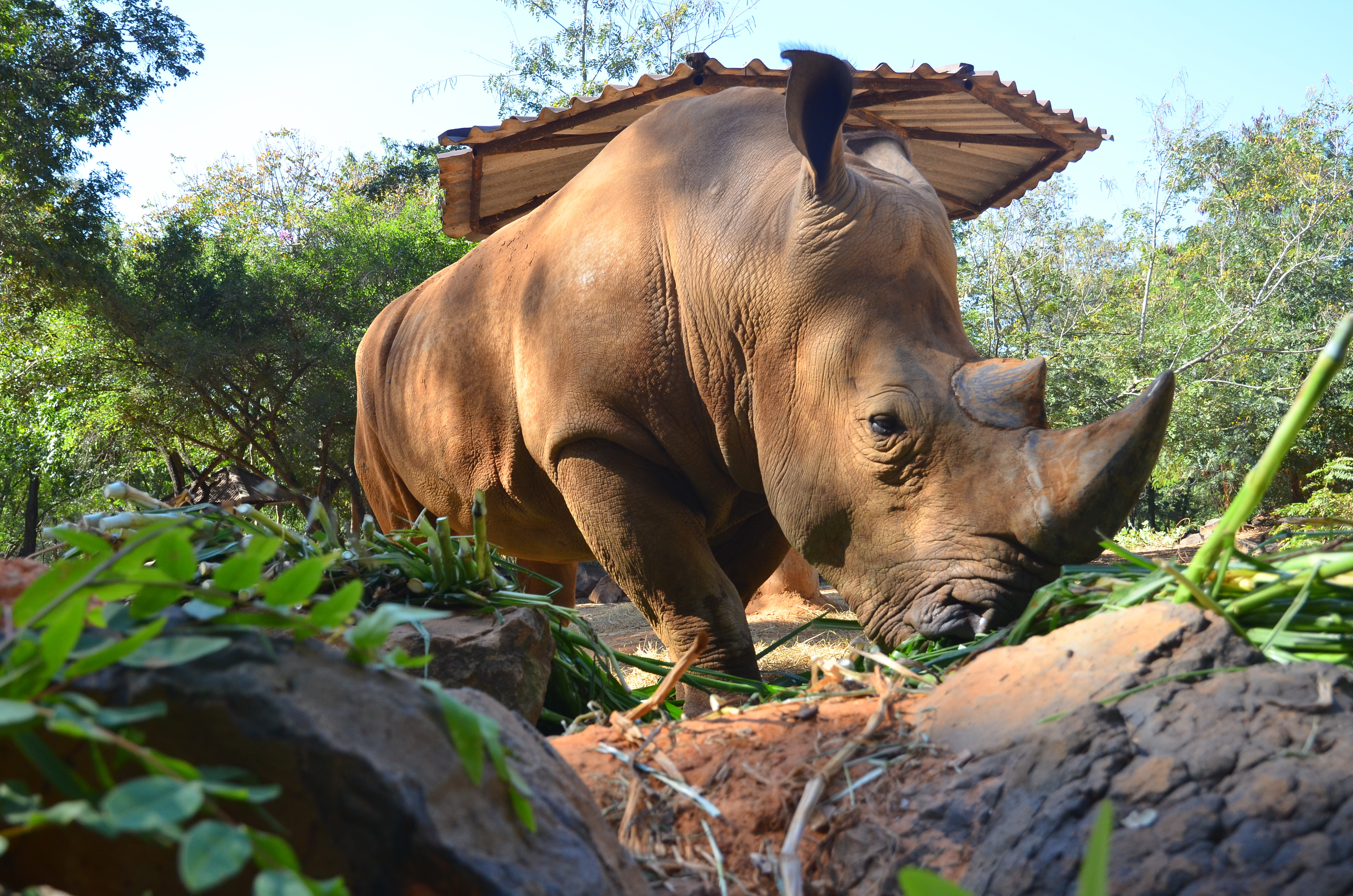
Breitmaulnashorn
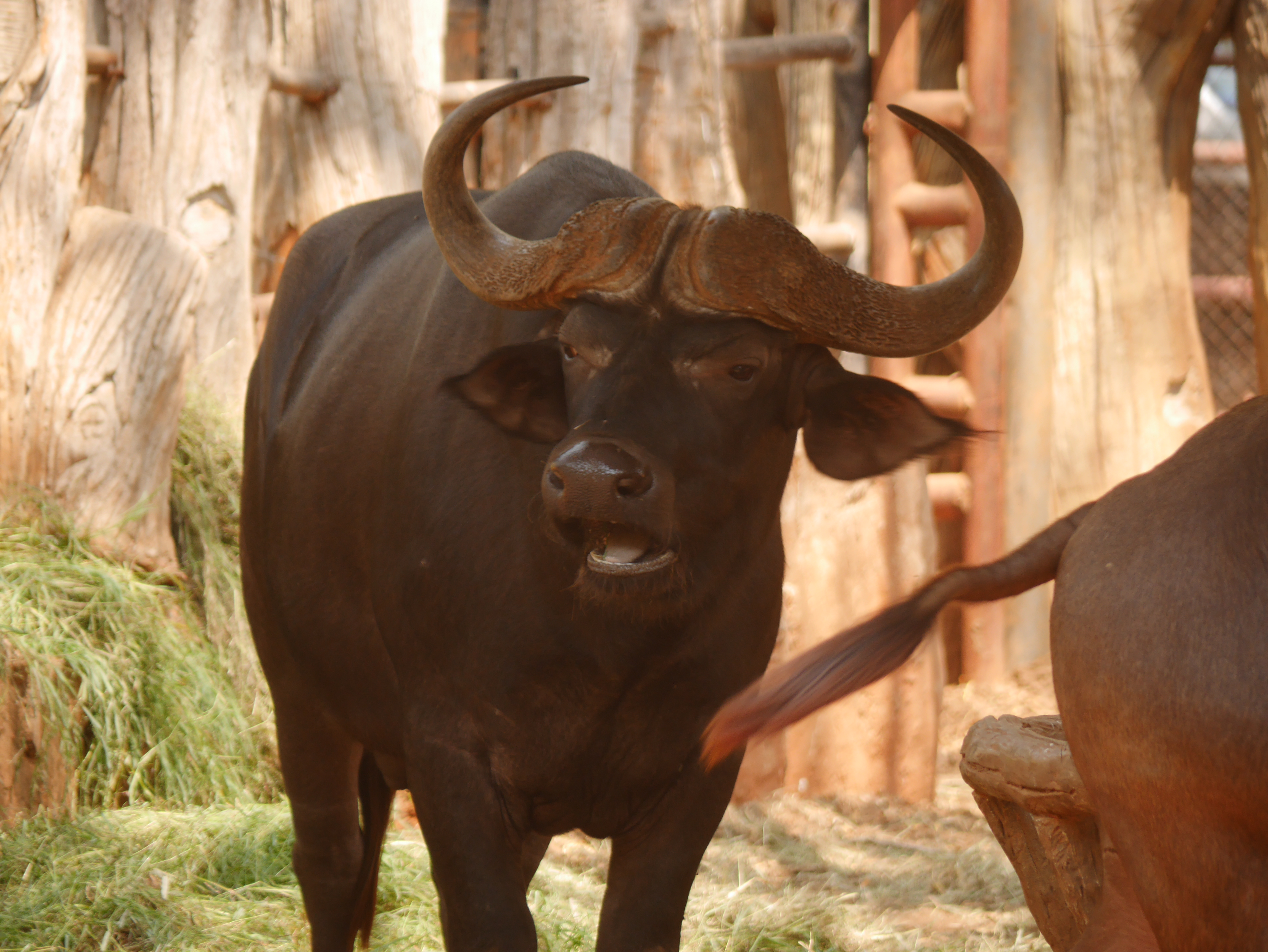
Kaffernbüffel
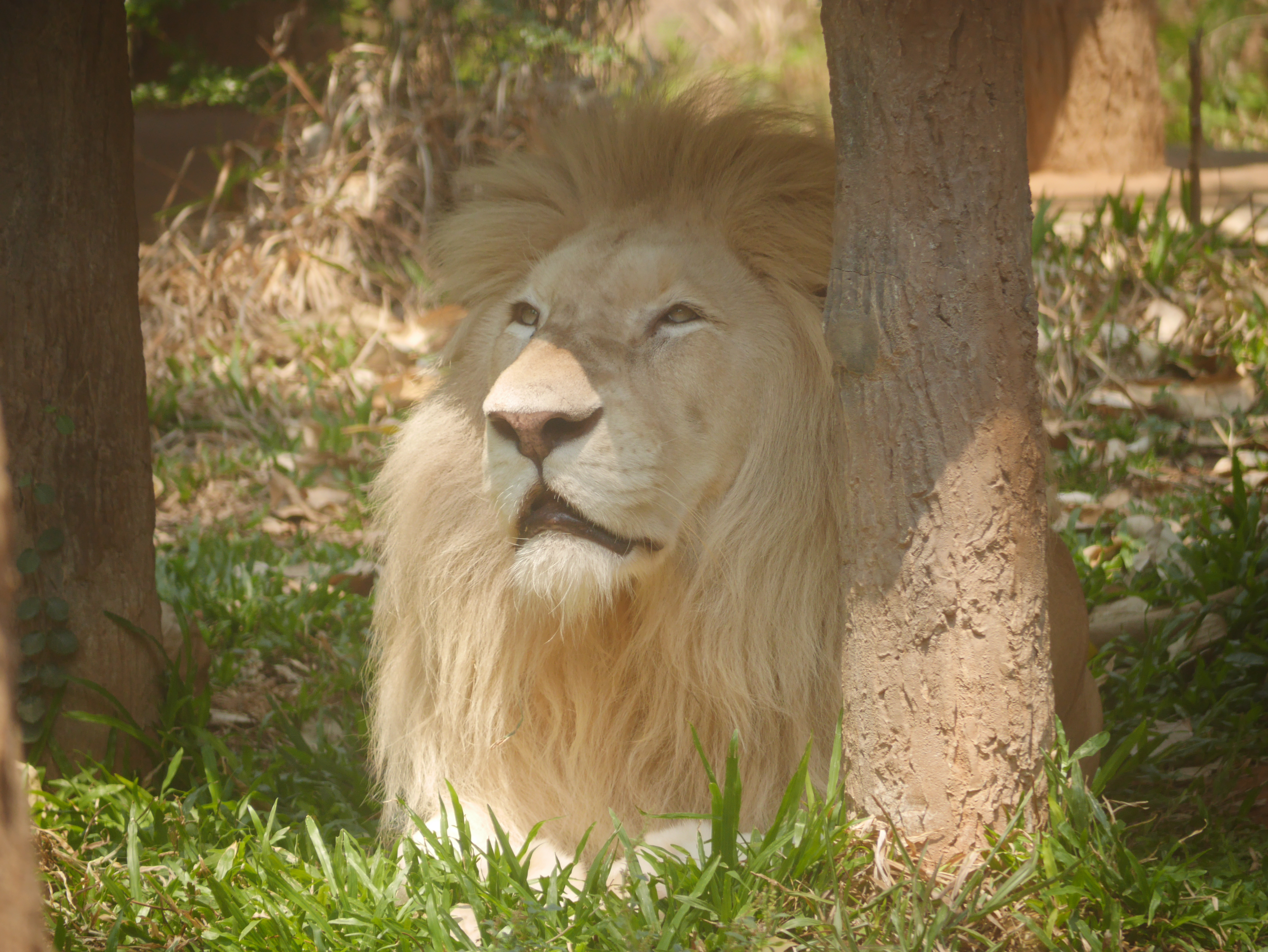
Löwenmännchen
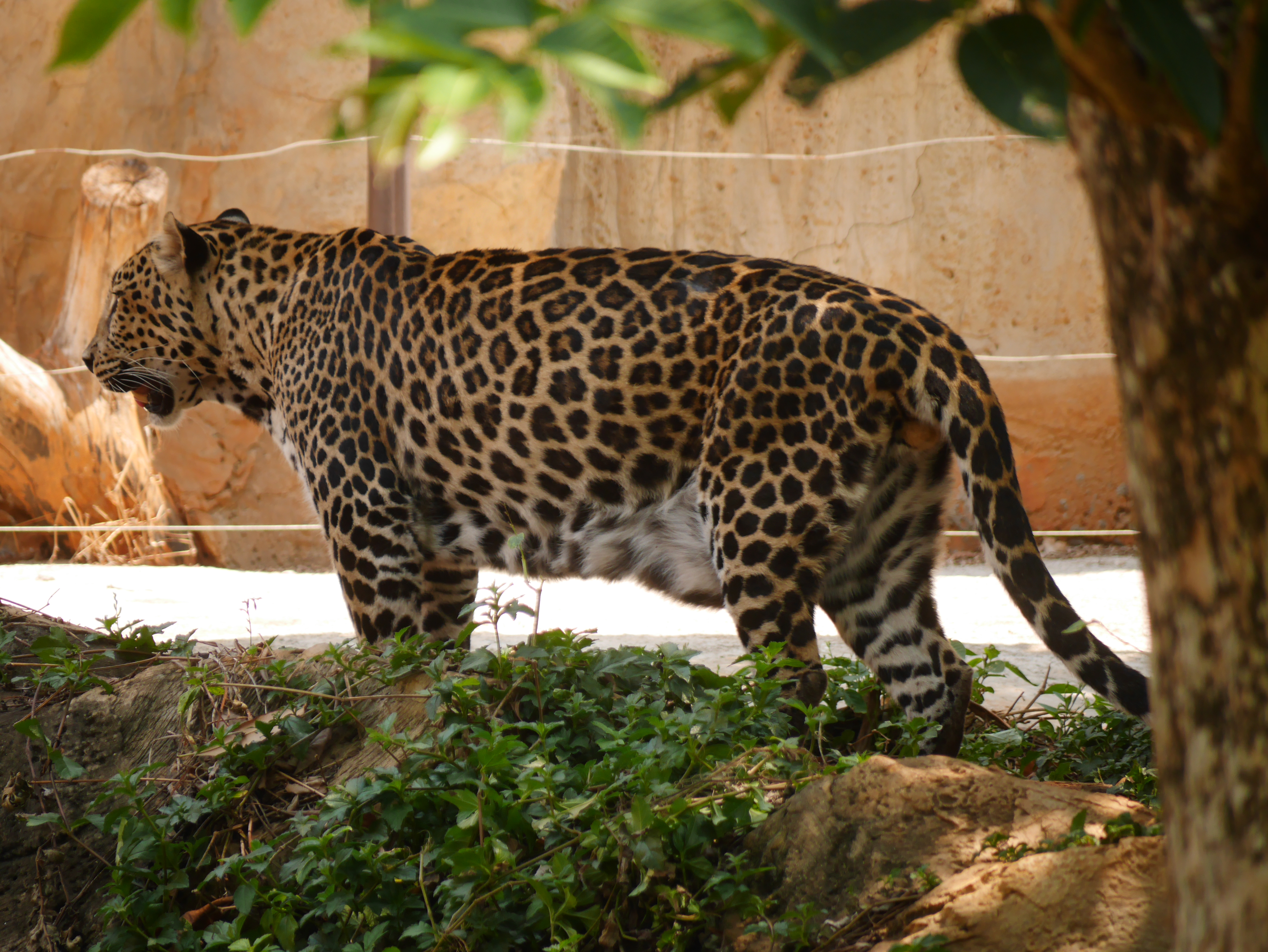
Leopard

## Anlagenbereiche
Die rund 87 Hektar (545 Rai) große Fläche des Zoogeländes ist in mehrere Abschnitte unterteilt. Da das Klima in Thailand großenteils dem Feucht- und Trockensavannenklima in Afrika entspricht, sind große Flächen im Zoo solchen Biotopen nachgebildet. Darüber hinaus sind Bereiche für die Zucht von Kranicharten angelegt, im Besonderen für den gefährdeten Saruskranich. Im Westteil des Zoogeländes befindet sich ein See, um den herum sich Camping- und Freizeitbereiche, ein Restaurant sowie ein Seminarraum für 200 Besucher befinden. Ein weiterer See befindet sich im Ostteil, der Wasserrutschen und weitere Freizeiteinrichtungen für die Besucher enthält. Auf dem Zoogelände wurde außerdem ein Saurierpark angelegt, der Nachbildungen verschiedener Dinosaurierarten zeigt.

## Tierbestand
Im Nakhon Ratchasima Zoo leben rund 1500 Tiere in 200 Arten, die sich aus Säugetieren, Vögeln, Reptilien und Fischen zusammensetzen. Der überwiegende Teil entstammt der afrikanischen Fauna. 2023 gelang ein seltener Zuchterfolg, indem die Nachzucht des vom Aussterben bedrohten Kahlkopfgeiers gemeldet wurde.

## Galerie
Die nachfolgende Bildauswahl zeigt einige Tiere aus dem Bestand des Nakhon Ratchasima Zoos:

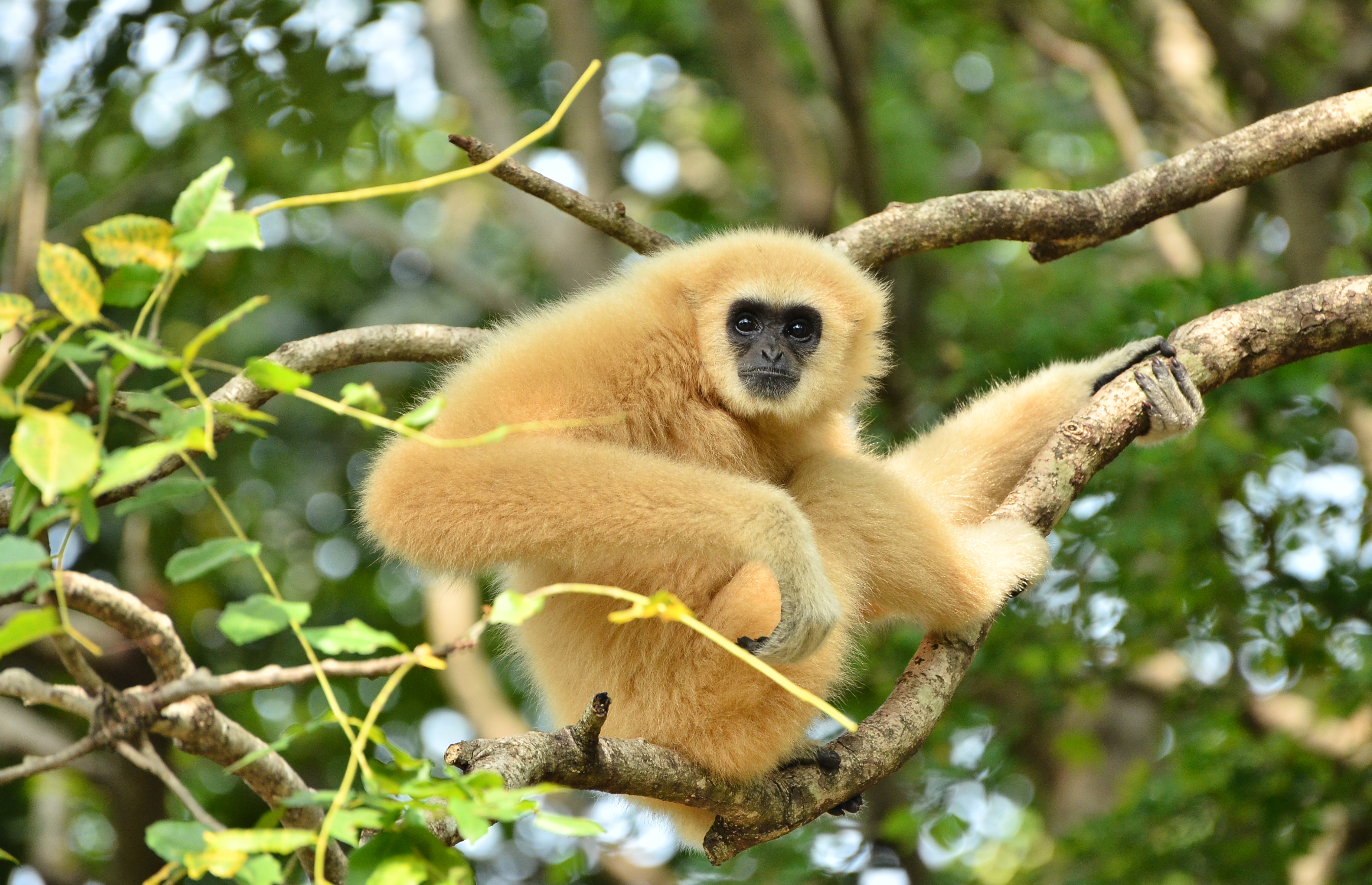
Weißhandgibbon
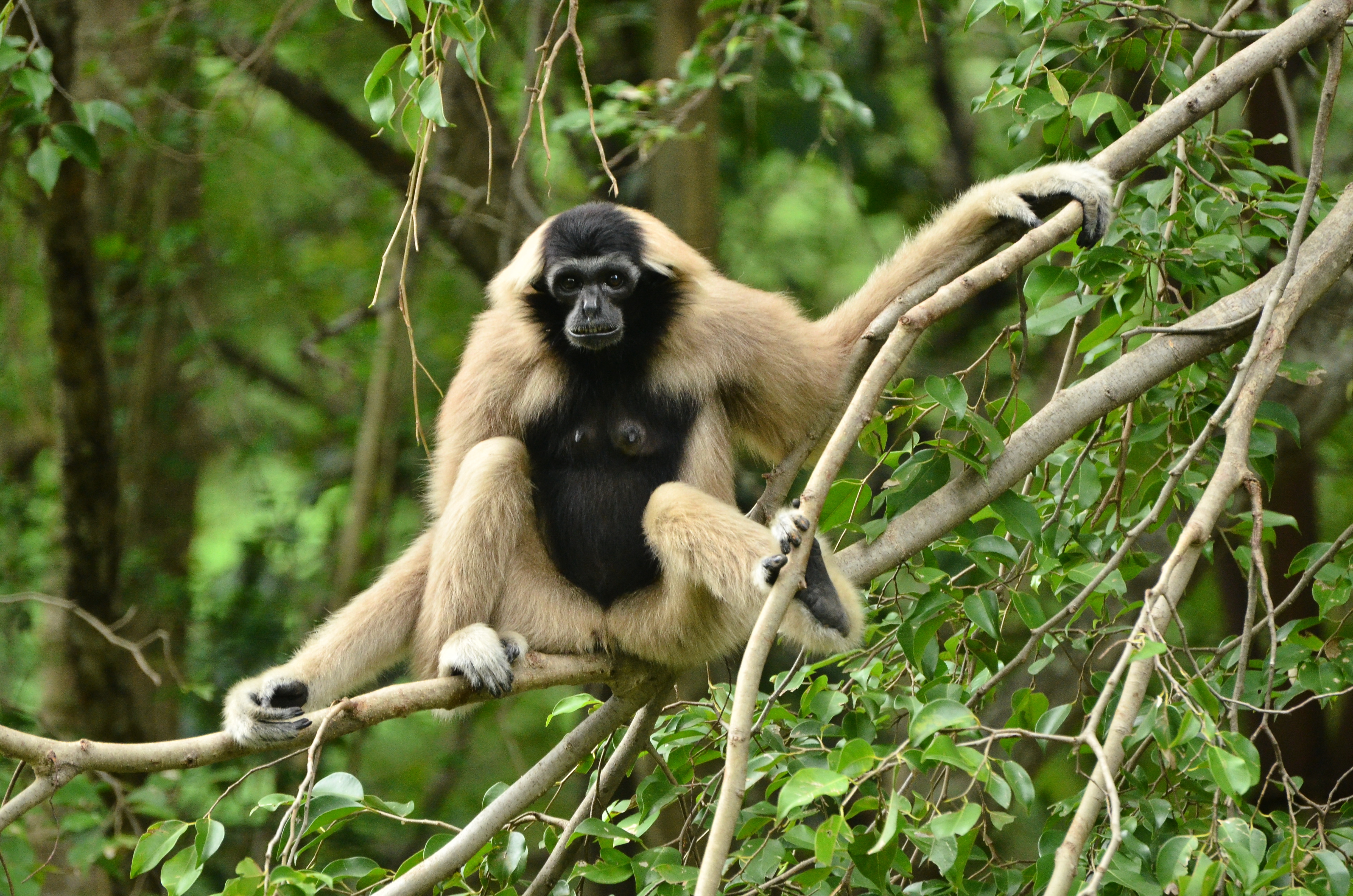
Kappengibbon
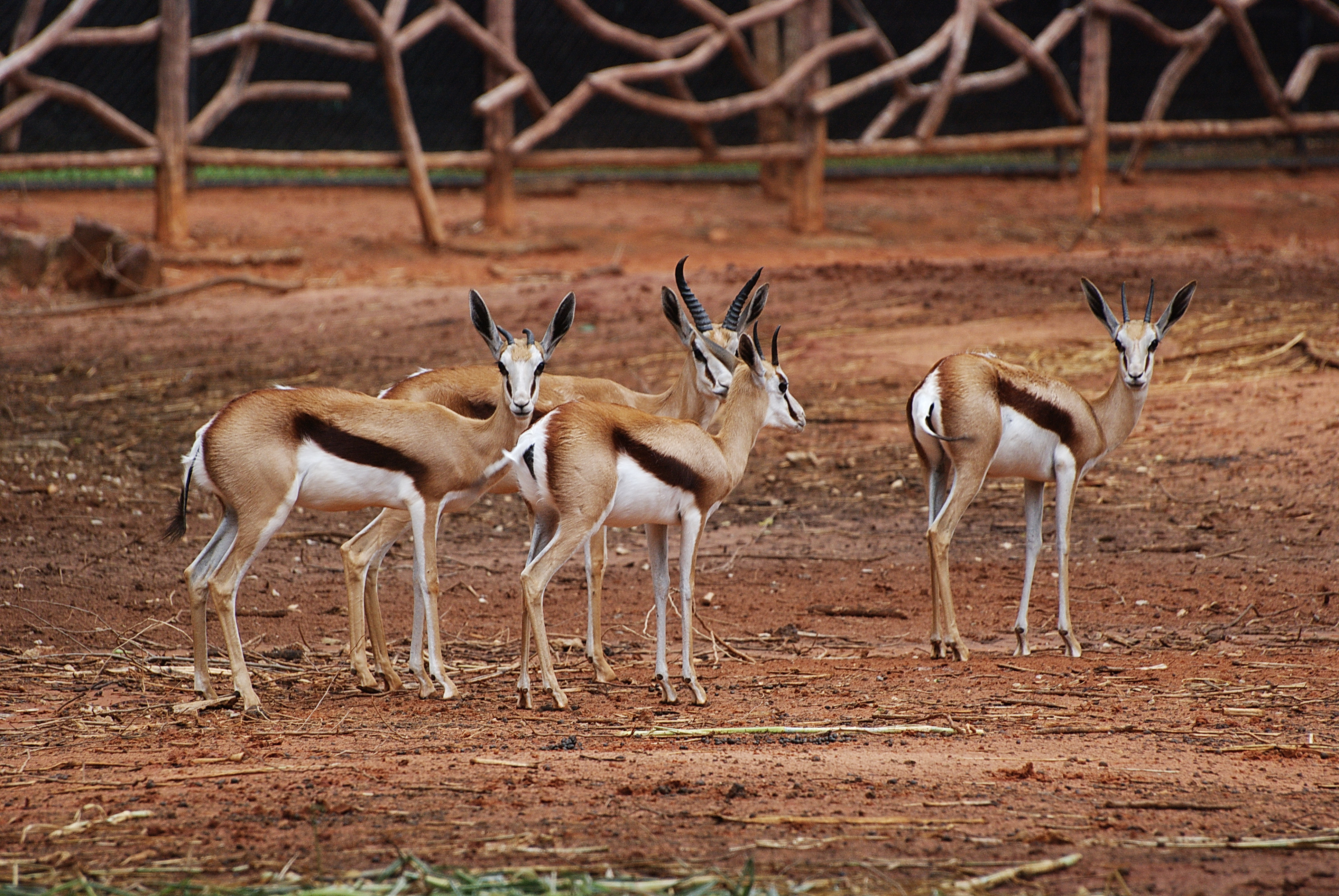
Springböcke
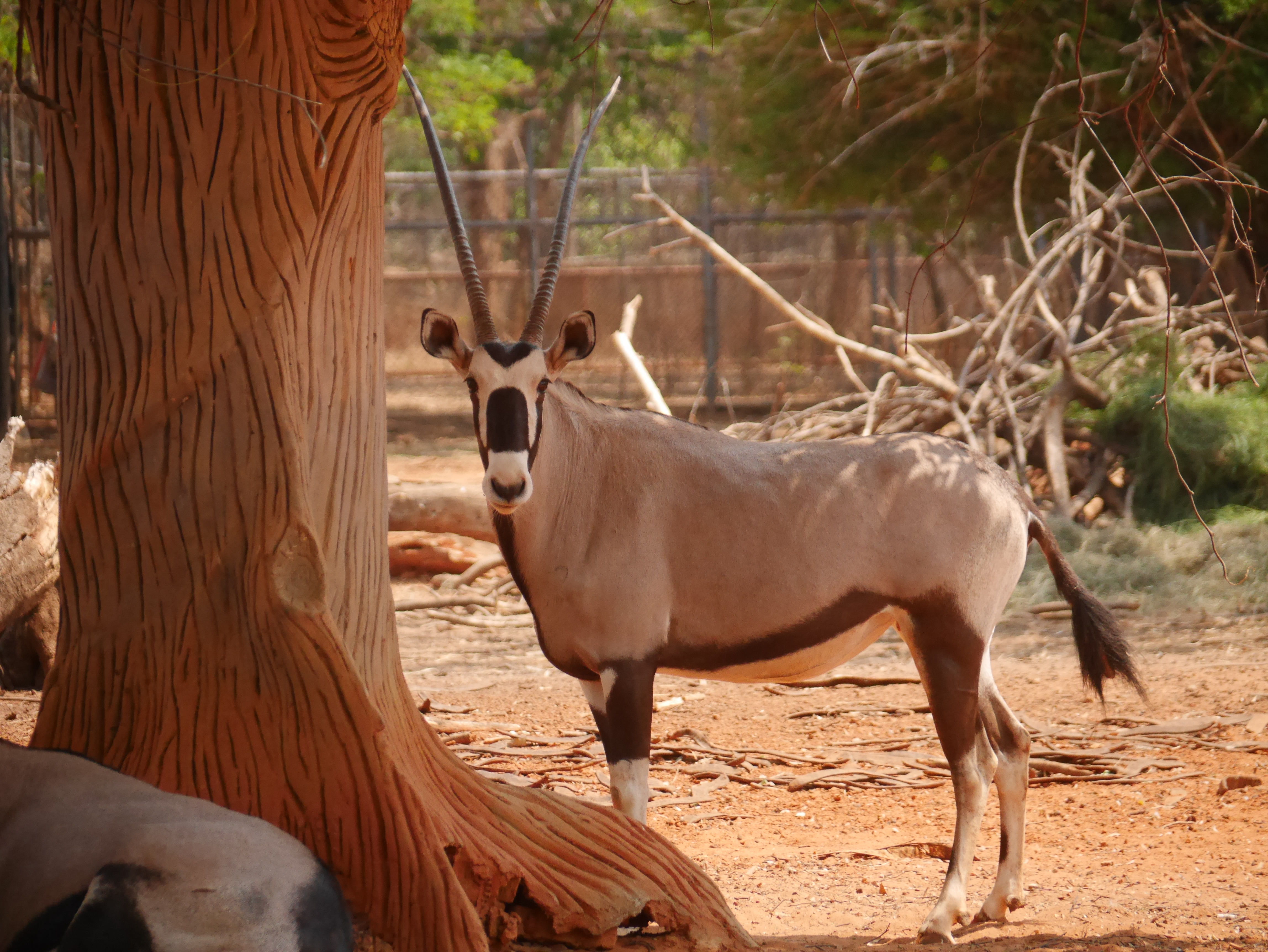
Spießbock
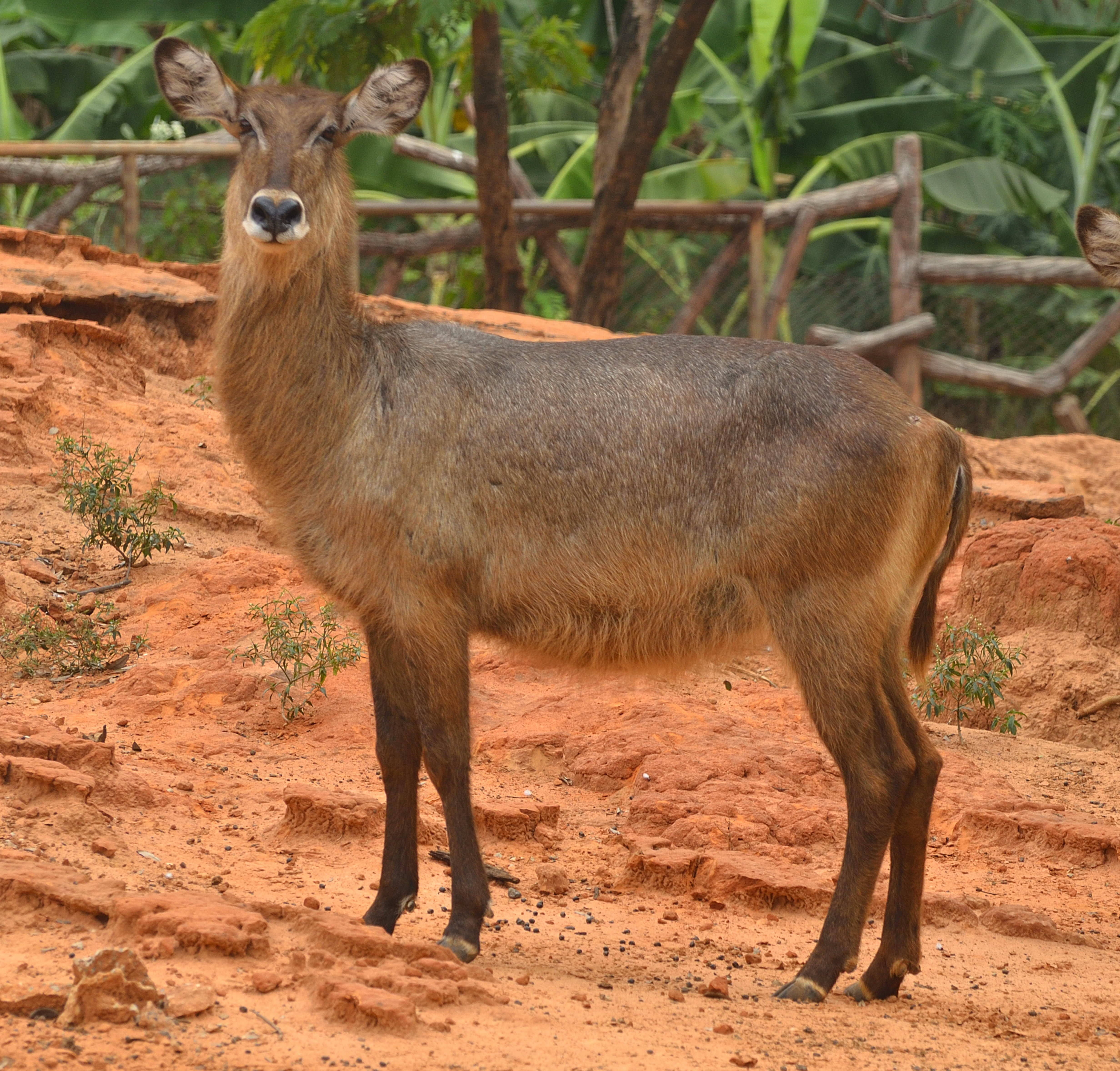
Wasserbock, ♀
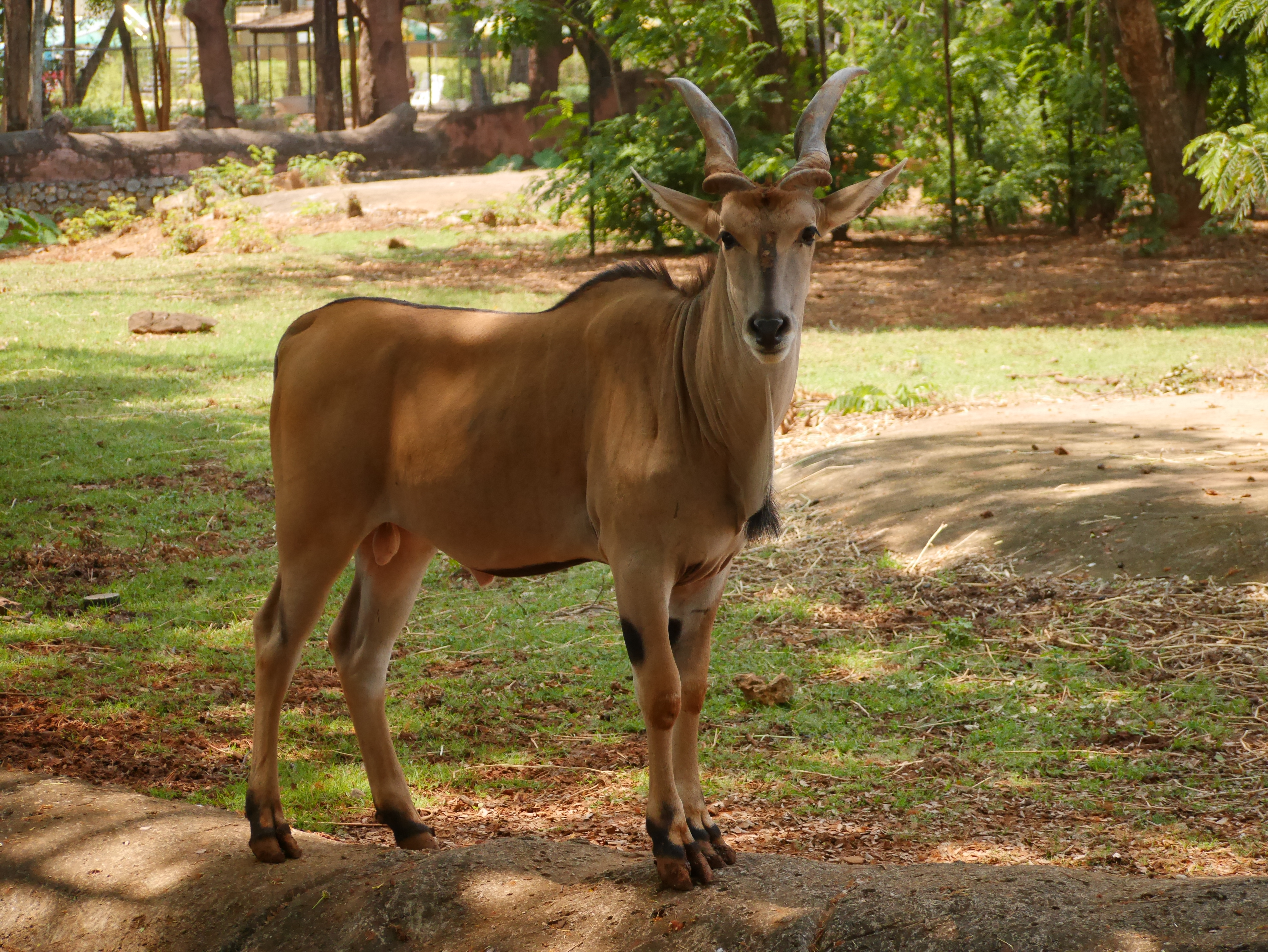
Elenantilope
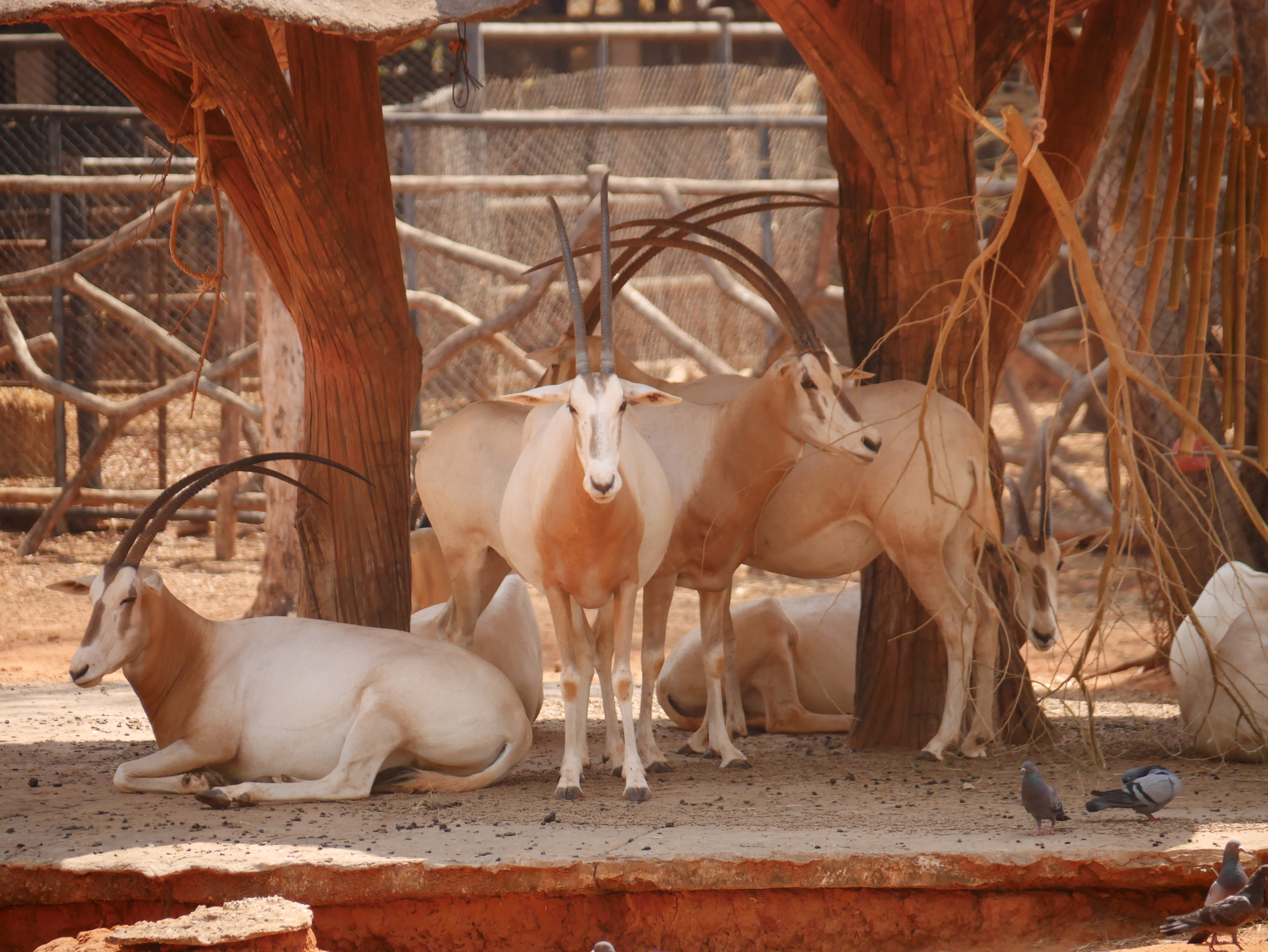
Säbelantilopen
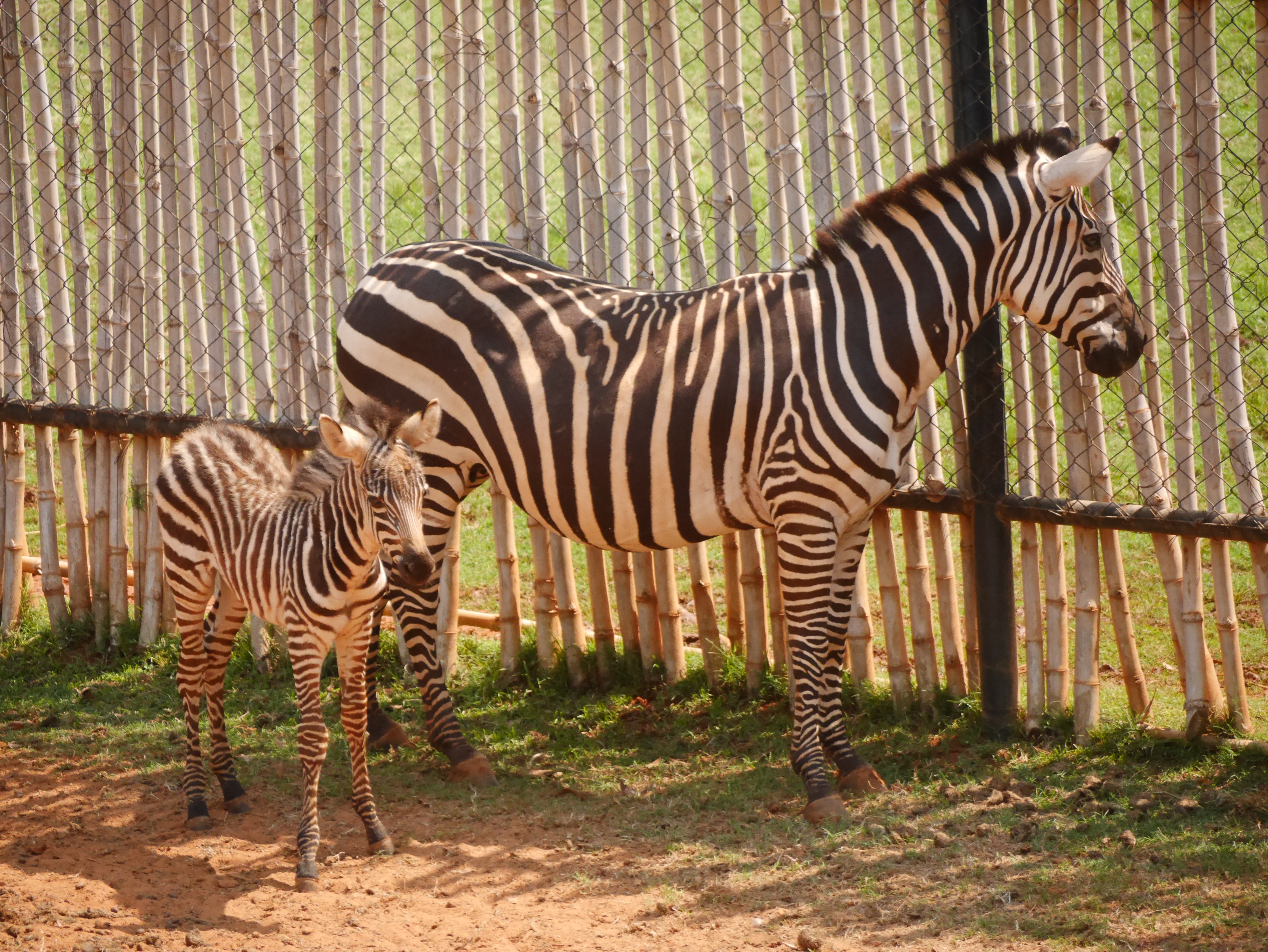
Steppenzebra mit Jungtier
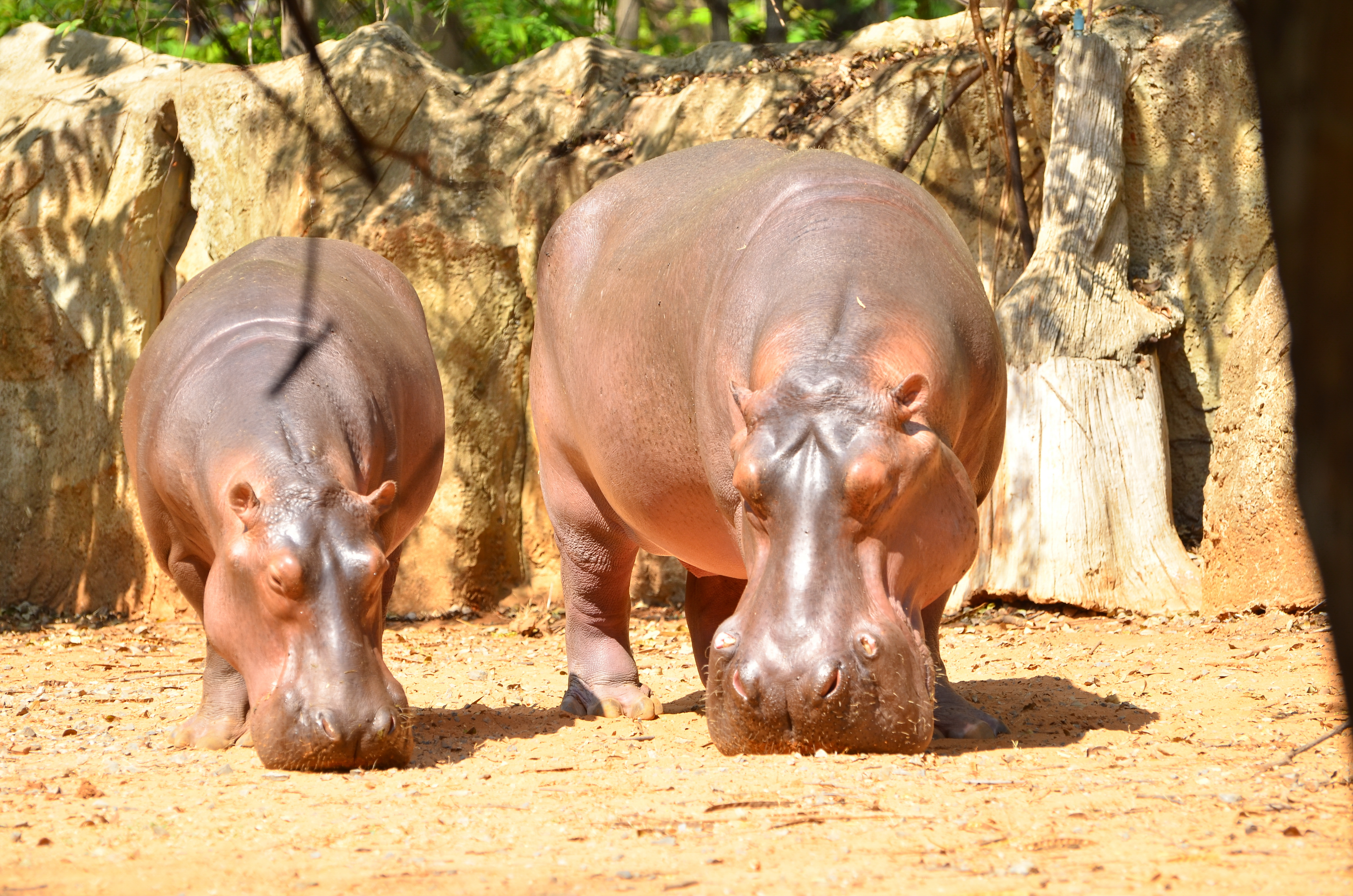
Flusspferde
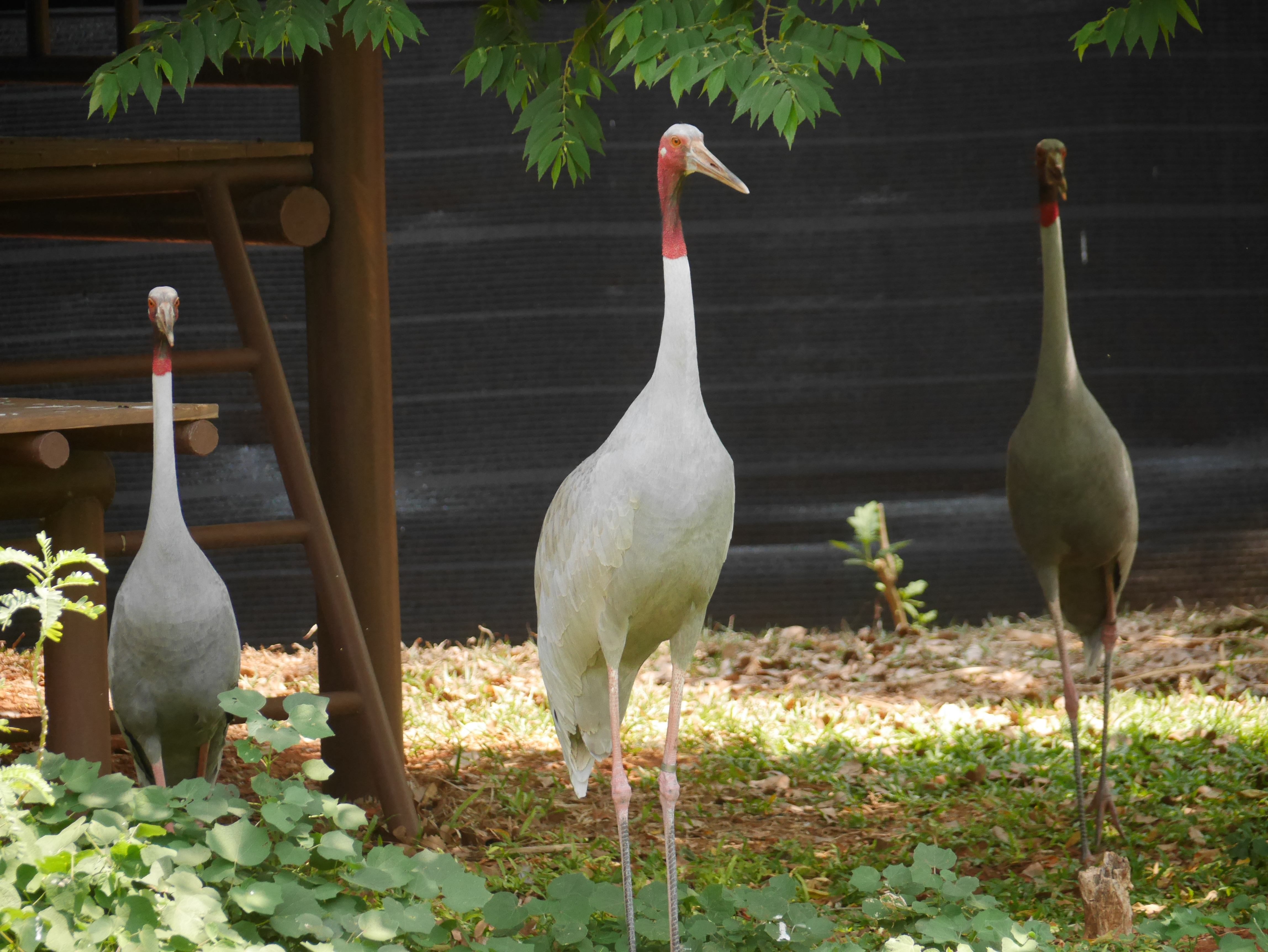
Saruskraniche